# Alesheim
Alesheim est une commune de Bavière (Allemagne), située dans l'arrondissement de Weißenburg-Gunzenhausen, dans le district de Moyenne-Franconie.

## Histoire
Alesheim a été mentionné pour la première fois en 1214 comme Olofsheim. La nef du complexe de l'église médiévale a été construit en 1540 et construit en 1738, la tour sous sa forme actuelle.